# Ford Futura

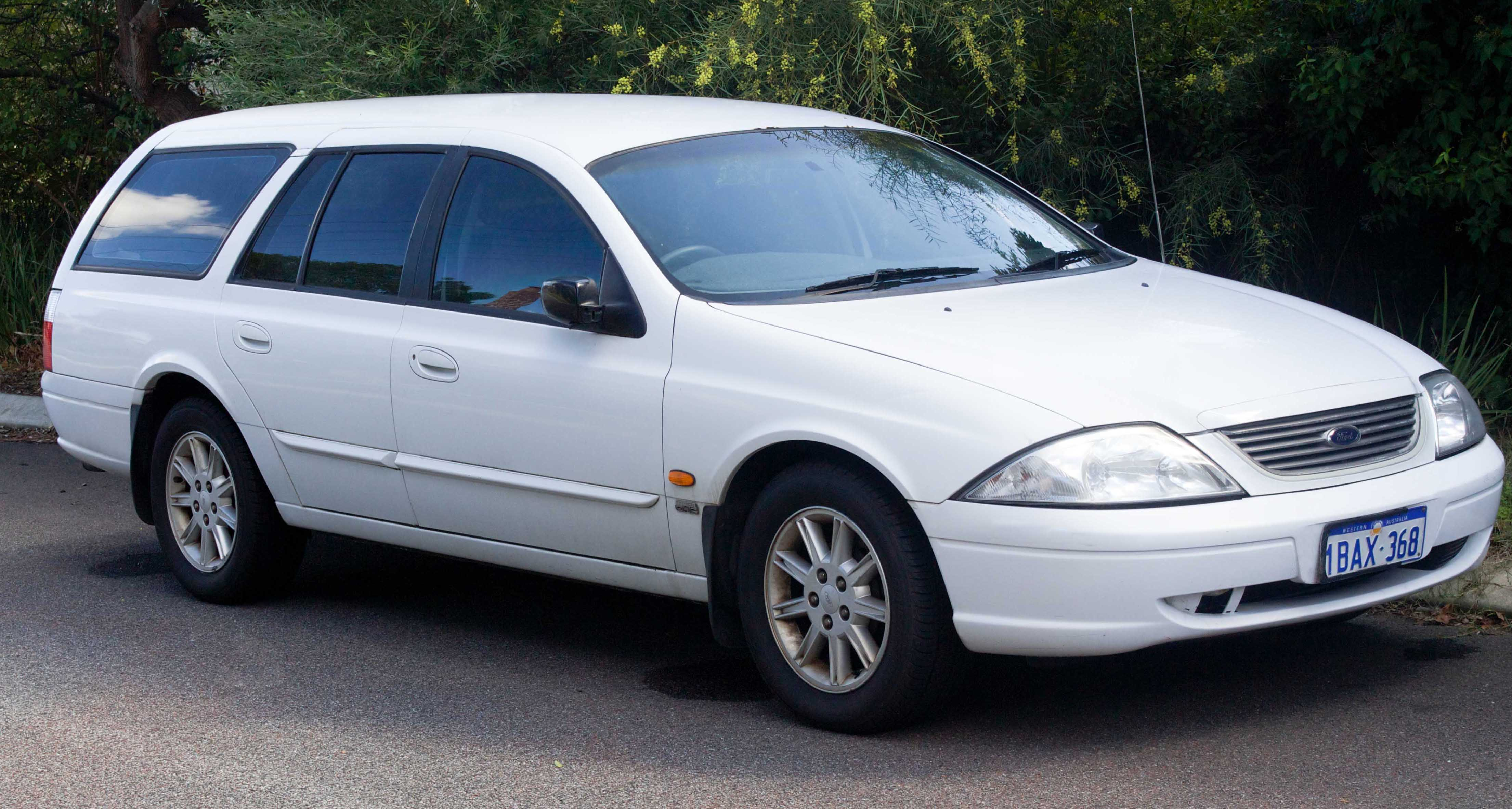
Ford Falcon Futura (AU II)

La Ford Futura est une grande voiture fabriquée par Ford Australie entre 1962 et 2008. Bien que la dernière Futura faisait partie de la gamme Ford Falcon série BF, elle portait le badge et était commercialisée sous le nom de «Ford Futura» plutôt que de «Ford Falcon Futura». Ford Australie a d'abord utilisé le nom Futura sur la Ford Falcon Futura qui a été introduite en 1962 en tant que nouvelle berline de luxe de la gamme Falcon série XL. Le nom a été abandonné de la gamme Falcon XR de 1966 et réintroduit dans la gamme XW de 1969. Il a de nouveau été abandonné pour la série XC de 1976 et est réapparu dans la gamme ED de 1993. Le nom a été utilisé de manière continue par Ford Australie à partir de cette époque jusqu'au remplacement de la Ford Futura série BF par la Ford Falcon série FG en 2008.

## Marché américain

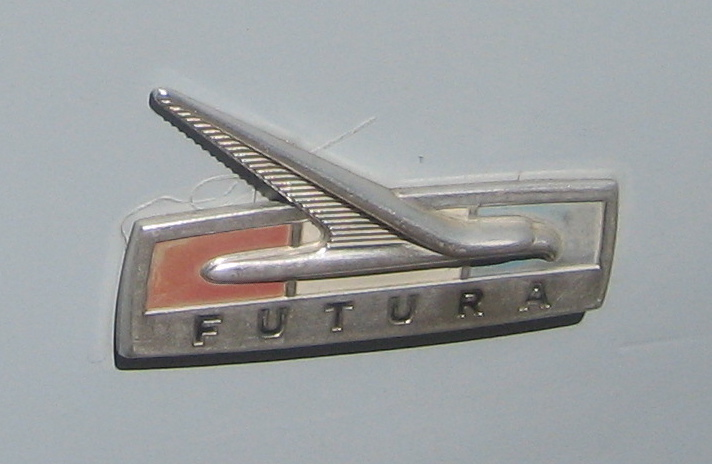
Insigne de Futura américaine des années 60

En 2005 (pour l'année modèle 2006),, le nom Ford Futura devait désigner une nouvelle berline entrée de gamme pour le marché nord-américain, la voiture à laquelle le nom était destiné a été rebaptisée Ford Fusion alors qu'elle était encore en développement, en raison d'un litige de marque déposée. Le nom Futura s'est avéré appartenir à la chaîne de pièces automobiles Pep Boys, en raison d'une gamme de pneus commercialisée par eux sous cette marque. La demande de Ford a échoué parce que la société n'avait pas utilisé le nom depuis plus de trois ans.
La société a utilisé le nom de manière sporadique pendant plusieurs décennies. Dans les années 1950, le concept car Lincoln Futura a servi de base à la Batmobile utilisée plus tard dans la série télévisée Batman. Au début des années 1960, la Ford Falcon avait un coupé spécial appelé finition Futura, et il en était de même pour la Ford Fairmont à la fin des années 1970.

## Marché néerlandais
Dans les années 2000, Ford Pays-Bas propose des éditions spéciales Futura sur bon nombre de ses modèles grand public.